# یواس‌اس بیگنونیا (۱۸۶۳)
یواس‌اس بیگنونیا (۱۸۶۳) (به انگلیسی: USS Bignonia (1863)) یک کشتی بود که طول آن ۱۳۱ فوت (۴۰ متر) بود. این کشتی در سال ۱۸۶۳ ساخته شد.